# Centrale idroelettrica di Castel Giubileo
La Centrale idroelettrica di Castel Giubileo, popolarmente nota come diga di Castel Giubileo, è una centrale idroelettrica di Roma, sita in zona Castel Giubileo presso l'omonimo ponte, lungo il corso del fiume Tevere. È gestita da Enel Green Power.
Lunga complessivamente 92 metri ha una capacità di 17 megaWatt e può produrre mediamente 78 gigawattora all'anno.

## Storia
La centrale idroelettrica fu commissionata nel 1948 dalla Società Idroelettrica Tevere (SIT) presieduta dall'avvocato Dino Mattòli, e fu progettata dall'architetto Gaetano Minnucci. L'inaugurazione avvenne il 12 maggio 1951 alla presenza del Presidente della Repubblica Luigi Einaudi, dei ministri Carlo Sforza, Antonio Segni e Salvatore Aldisio e del sindaco di Roma Salvatore Rebecchini.
Con l’approvazione del disegno di legge n. 3906 del 26 giugno 1962, approvato il  6 dicembre 1962, che istituiva la nazionalizzazione dell’industria elettrica, Dino Mattòli, il quale era anche amministratore delegato del Consorzio per le Forze Idriche del Tevere (COFIT), dovette, obtorto collo, cedere le sue società e quindi la SIT allo Stato con il suo trasferimento ad Enel, e la diga passò poi ad Enel Green Power.
Il 14 gennaio 2003 durante alcune riparazioni delle paratie della diga un tecnico sommozzatore rimase incastrato e fu tratto in salvo dai vigili del fuoco, uno dei quali, Simone Renoglio, perse la vita e fu decorato con la Medaglia d'oro al valor civile alla memoria.